# Triphaenopsis deochreata
Triphaenopsis deochreata är en fjärilsart som beskrevs av Embrik Strand 1921. Triphaenopsis deochreata ingår i släktet Triphaenopsis och familjen nattflyn. Inga underarter finns listade i Catalogue of Life.